# Ligula
Ligula (lat. ligula – remen, varijanta lingula, od lingua "jezik") je tanki izrast na spoju lista i lisne stabljike mnogih trava (porodica Poaceae) i šaševa (porodica Cyperaceae). Ligula je također produžetak krunice u obliku trake.

## Poaceae i Cyperaceae
Ligula je dio lista koji se nalazi na spoju ploške i ovojnice lista. Može imati nekoliko oblika, ali obično je to neki oblik prozirne membrane ili rese dlačica. Membranska ligula može biti vrlo kratka 1 – 2 mm (Poa pratensis) do vrlo dugih 10 – 20 mm (piramidalni sirak, Sorghum halepense), također može biti gladak na rubu ili vrlo neravan. Neke trave nemaju jezičak, na primjer štalska trava (Echinochloa crus-galli).
Ligula se također može definirati kao membransko tkivo ili niz nježnih dlačica koje se obično nalaze u travama na spoju lisne ovojnice i ploške. Ligula se čini kao nastavak lisne ovojnice i okružuje ili obujmiva stabljiku kao i lisna ovojnica. Tri osnovne vrste ligula su: membranske, s resama dlačica (cilijarne) i odsutne tj. nedostaju. Većina trava ima jezičke, a oblik, duljina i izgled ruba jezičke strukture pružaju dosljedne karakteristike za razdvajanje rodova i nekih vrsta trava.
Kod travnatih biljaka poput šaša (Cyperaceae) i rogoza (Juncaceae), jezičci obično nedostaju ili su slabo razvijeni.

## Glavočike
Kod članova porodice Asteraceae, ligula je izduženi jezičac krunice zrakastog cvijeta ili jezičastog cvijeta.

## Lycopodiopsida
Mikrofili Lycopodiophyta iz heterospornih porodica Selaginellaceae i Isoetaceae imaju sitne, ljuskaste režnjeve tkiva zvane ligule u podnožju gornje površine svake lisne ploške. Ova značajka ih razlikuje od porodice Lycopodiaceae. Pretpostavlja se da je nastao prije najmanje 408 milijuna godina, te da je višestaničan po podrijetlu kod klasastih mahovina i jednostaničan po podrijetlu kod tolstokljunaca.:7